# Jan Jacobs (Politiker, 1818)
Jan Jacobs (* 9. Dezember 1818 in Neue Piccardie, heute Georgsdorf, Grafschaft Bentheim, Königreich Hannover; † 21. Mai 1886 in Berlin, Königreich Preußen, Deutsches Reich) war ein deutscher Moorkolonist und Politiker. Er war von 1885 bis 1886 Mitglied des Preußischen Abgeordnetenhauses in Berlin.

## Leben
Jan Jacobs (von dessen Namen auch die Variationen Jan Jakobs und Jann Jacobs bekannt sind) wurde am 9. Dezember 1818 in der Moorkolonie Neue Piccardie, im Süden des Bourtanger Moores, geboren. Seine Eltern waren Jan Hindrik Snieders (1790–1860, auch Jan Hendrik Schnieders oder Snyders genannt) und dessen Ehefrau Jenne Jacobs (1797–1839), die 1818 geheiratet hatten. Jan Hindrik Snieders nahm bei der Heirat den Namen Jacobs an, weil Jenne Jacobs die Erbtochter ihres Vaters war und Jan Hindrik auf ihre Kolonistenstelle einheiratete.
Jacobs besuchte die niederländischsprachige Elementarschule in der Neuen Piccardie. Die damalige Amts- und Kirchensprache in der Niedergrafschaft Bentheim war das Niederländische. Die Alltagssprache der Moorkolonisten jedoch war das Grafschafter Platt. Das Hochdeutsche eignete Jacobs sich autodidaktisch an.
Die Neue Piccardie gehörte zum Kirchspiel Veldhausen, deswegen mussten die Einwohner einen langen und beschwerlichen Weg zu den Gottesdiensten durch unwegsames Moor zurücklegen. 1862 hielt Jacobs in Neuenhaus anlässlich des Besuchs König Georgs V. von Hannover eine Rede und bat den Monarchen um eine Spende für den Bau einer eigenen Kirche in der Neuen Piccardie. Der König gewährte die Spende und aus Dankbarkeit benannten die Bewohner die Neue Piccardie noch im selben Jahr in Georgsdorf um. Da aber das gesammelte und gespendete Geld für den Bau nicht ausreichte reiste Jacobs 1866 nach Berlin um König Wilhelm I. von Preußen, zu dessen Land Georgsdorf nach der Annexion Hannovers gehörte, ebenfalls um eine Spende zu bitten. Auch Wilhelm I. entsprach der Bitte. So konnte der Kirchenneubau 1866 fertiggestellt werden.
Jacobs war ein aktives Mitglied der evangelisch-reformierten Kirche. Er war Kirchenvorstand und als Laie Prediger und Katechesant. Darüber hinaus war er Vorstandsmitglied der Bezirkssynode, Mitglied des Landeskirchenrats und Delegierter der Grafschaft Bentheim bei der Auricher Synode 1881, die die Strukturen für die heutige Evangelisch-reformierte Kirche in Nordwestdeutschland schuf.
Von 1866 bis zu seinem Tod war Jacobs Gemeindevorsteher und seit 1874 Standesbeamter in Georgsdorf. In den 1870er Jahren war er Mitglied des Kreistages des Steuerkreises Lingen-Bentheim. 1873, 1876, 1879, 1882 und 1885 wurde er zum Wahlmann für die indirekten Urwahlen zum Preußischen Abgeordnetenhaus gewählt. Am 5. November 1885 wurde der Protestant Jacobs durch die Unterstützung der katholischen Zentrumspartei zum Mitglied des Preußischen Abgeordnetenhauses (landläufig Landtagsabgeordneter genannt) gewählt. Die Wahl eines einfachen Bauern sorgte seinerzeit für erhebliches Aufsehen. Der Beginn der Wahlperiode war am 14. Januar 1886. Jacobs schloss sich der agrarisch-protestantischen Deutschkonservativen Partei an. Er engagierte sich besonders für den Bau von Kanälen im Moor und für die finanzielle Unterstützung armer Gemeinden durch den Staat. Seine Abgeordnetentätigkeit war nur von kurzer Dauer, da er bereits ein halbes Jahr nach der Wahl, am 21. Mai 1886 in Berlin an den Folgen einer Lungenentzündung verstarb. Jacobs wurde 67 Jahre alt. Sein Leichnam wurde nach Georgsdorf überführt und auf dem dortigen Friedhof beigesetzt.
Aus seiner Ehe mit Gese, geb. Kluthe (1822–1892, auch Geeze sowie Kloeten oder Kluten genannt), die er am 26. April 1846 in der evangelisch-reformierten Kirche in Veldhausen geheiratet hatte, entstammen die sechs Kinder Jenne (1847–1877), Jan Hendrik (1850–1851), Jan Hendrik (1852–1854), Janna (1858–1895), Jan Hendrik (1861–1893, auch Jan Hindrik genannt) und eine namenlose Tochter (*/† 1865). Nur drei Kinder erreichten das Erwachsenenalter.
Die Jan-Jakobs-Straße in Georgsdorf wurde nach ihm benannt.